# Guillermo Heredia
Guillermo Heredia Molina (né le 31 janvier 1991 à Matanzas, Cuba) est un voltigeur des Mariners de Seattle de la Ligue majeure de baseball.

## Carrière
À Cuba, Guillermo Heredia joue pour le club Matanzas en Serie Nacional de 2009 à 2014. En 374 matchs joués, il compte 336 coups sûrs dont 23 circuits et sa moyenne au bâton s'élève à ,285. Il représente Cuba à la Classique mondiale de baseball 2013. 
Voltigeur de centre lançant de la main gauche, il est surtout reconnu pour ses aptitudes défensives. 
En septembre 2014, après n'avoir joué que le premier match de la nouvelle saison pour Matanzas, il est retiré de la partie et suspendu pour quatre ans, ce qui semble indiquer une tentative ratée de fuir Cuba, une cause fréquente de suspension des joueurs de baseball cubains. Heredia fait défection de Cuba en 2015 et s'installe au Mexique avant d'obtenir l'autorisation de signer un contrat avec une équipe de la Ligue majeure de baseball.
Au début 2016, Heredia signe un contrat avec les Mariners de Seattle. Il fait ses débuts dans le baseball majeur avec Seatte le 29 juillet 2016. En 45 matchs joués pour les Mariners à sa première saison, il compile un coup de circuit, 12 points produits, 12 points marqués et une moyenne au bâton de ,250.